# ギンギラ太陽'S
ギンギラ太陽's（ギンギラたいようズ）は、福岡県福岡市を拠点とする劇団。1997年、高橋徹郎が主宰をつとめていた幻想舞台の別ユニットとして発足。地元のバスや電車、ビル、菓子などを「かぶりもの」を使って擬人化する芝居を得意とする。福岡の街 （主に福岡市天神）を舞台にさまざまな業界の歴史やエピソードを綿密な取材を元にした脚本や演出で、ユーモラスに時には感動的に描く。主宰は大塚ムネト。劇団の人気が高まるにつれ、地元企業や地方公共団体等のイベントに呼ばれる機会が増えている。

## 特徴
- 主に福岡市中央区天神にある西鉄ホールで上演している。このホールでの上演をきっかけに人気を得る。毎回、3000人以上の観客動員があり、福岡公演ではチケットがほぼ即日完売するほどの人気である。
- 西鉄ホール以前は、NHK福岡放送局跡地 (現・岩田屋新館) や福岡ドーム (現・福岡Yahoo!JAPANドーム) のスポーツバーなどで公演を行なっていた。
- 劇団のキャッチフレーズは、「地元の人にしかわからない芝居」カーテンコールの最後に主宰が必ず語るのが恒例。東京公演以降は「人間が登場しないヒューマンドラマ」とも呼ばれている。
- 一人で、複数のキャラクターを演じ分けるため、たまに「かぶりもの」をかぶり忘れることもある。
- 新作は少なく、旧作の脚本に新しいエピソードやシーンを付け加えることが多い。その場合、タイトルの後に西暦や副題が付く。しかし、中には旧作に大幅な加筆をしたため、新作になった作品も存在する。
- 大塚ムネトは、スタートレックや時代劇の大ファン。そのため、作品中にはそれらのパロディーシーンがよく登場する。彼は、脚本、演出、「かぶりもの」製作、出演などをおこなっている。
- 一部の役者が、「かぶりもの」をかぶらない作品も存在する。(福岡電話物語)
- 福岡市を拠点に活動しているため、市外での公演はそこが、大都市圏であっても「地方公演」と呼ぶ。
- 2005年10月、劇団初の地方公演として、東京都渋谷区のPARCO劇場を皮切りに大分市、宗像市での上演を行った。
- 2008年には、北海道の劇団TEAM NACSも所属するアミューズとマネージメント契約を提携。共同制作やプロモーションを手掛けた[1]。

## 歴史

### 西鉄ホール公演以前
西鉄ホール公演以前、特に高橋徹郎が主宰を勤めていたころは、現在よりコント色の強い劇団であった。しかし、彼が脱退後主宰が大塚ムネトに交代以降は、ドラマ色が徐々に色濃くなってゆく。それに対して一部の劇団員や観客からは「ギンギラに涙はいらない」として彼の脚本や演出に異議をとなえるものもいたが、地道な公演を積み重ねて行く中でそういった反発を取り除き相互に理解を深めていった。
そのような公演活動が西鉄ホールプロデューサーの目にとまり劇場初となる地元劇団公演を成功させる。さらには、地方劇団としては当時はめずらしかった、ローソンチケットやチケットぴあと提携。劇団の公演チケットが全国で購入可能となった。その後はこの劇場を拠点に地の利や劇団のダイレクトメールを中心とした広報活動、観客の口コミなどで知名度が徐々に上がってゆく。

### 天災による公演中止と初の「地方」公演
2002年2月には、地元劇団との合同公演の中で「かぶりもの」を使わない作品の上演を成功させる。この頃にはすでに公演チケットは前売り段階で完売するほどになっていた。さらに翌年の3月には、「ひよこ侍」シリーズの第一作を上演し、この公演を見ていた嘉穂劇場の関係者の勧めで2003年9月、同劇場で「ひよこ侍」の新作を上演する事が決定した。しかし、同年7月に筑豊地方をおそった集中豪雨により劇場が水没し、公演中止となる。大塚ムネトは、劇場の復活を願い「ひよこ侍」上演の無期限凍結を発表した。それから、1年4ヵ月後の2004年11月、復興をなしとげた同劇場において、県内外からの多数の客演を得て「ひよこ侍」の復活公演が行なわれた。さらに西鉄エージェンシーの企画の元、本公演が収録され、DVDとして、ローソンをつうじて全国発売された。
その後も劇団の人気は上がり続け、著名な演劇雑誌や地元マスコミに活動内容を広く取り上げられたり、公式な公演以外でも、地元福岡の祭やイベントに出演する機会が増えていく。
2005年3月には、「翼をくださいっ!」の新作「さらばYS-11」が公演されたが、公演期間中の3月20日、福岡県西方沖地震が発生。発生時間が公演直前であったため直接的な被害はまぬがれたもの、劇場の安全点検等を理由に以後に予定されていた2回の公演は中止された。
その年の10月、演劇プロモーターである福岡市の「ピクニック」の協力を得て劇団初の地方公演となる東京公演を企画、福岡での上演内容を東京用にアレンジすることなくそのままもっていくことと、長年地元での公演にこだわってきたことから、当初は公演の成功を危ぶむ声もあったが、「かぶりもの」を用いたヒューマンドラマが好評となり結果は全公演で満席となる大成功を収め、大塚ムネトが日ごろから抱いている「魅力のある舞台であればどこで上演してもお客さまはついて来る」という持論を証明した。

## おもな公演 (西鉄ホール以降)
- 幻の公演　2003年9月15日　嘉穂劇場

2003年9月15日、劇団初の福岡市以外での公演として、福岡県飯塚市にある嘉穂劇場での公演を企画していたが、同年7月、同市を襲った集中豪雨により劇場が水没。公演は中止された。大塚ムネトは、劇場が復興した暁には、必ず当劇場での復活公演を行うことを誓い「ひよこ侍/南国から来た寒いヤツ」の上演を凍結した。
- 嘉穂劇場復活公演　2004年11月13日～14日　嘉穂劇場

2004年11月、復活をなしとげた、嘉穂劇場での公演。オリジナル団員をはじめ、福岡市内外の多くの劇団から客演を迎え、劇場で以前は故障していたが、今回の修復で復活した回り舞台やせりを多用、劇団最大規模の公演となる。吉本興業の博多華丸・大吉も応援にかけつけた。後にこの公演は、DVD化されローソンを通じて全国発売された。
- 再び幻の公演　2005年3月18日～21日　西鉄ホール

2005年3月20日、「翼をくださいっ!　さらばYS-11」上演期間中に、福岡県西方沖地震が発生。公演直前だったため、大きな被害はまぬがれたものの、劇場の安全点検のため以後の公演がすべて中止された。
- 東京「地方」公演　2005年10月7日～10日　PARCO劇場

前回、地震による公演中止をうけて行なわれたリベンジ公演。劇団初の「地方」公演となった。地元で上演されている内容を東京用にアレンジすることなく公演され、当初は公演の成功を危ぶむ声もあったが、最終的にはチケットは完売し、リピーターも出るなど大成功を収めた。東京初公演で関東圏以外の劇団がPARCO劇場へ進出するのはきわめてめずらしいケースである。

## 代表作
- 天神開拓史

福岡市天神の支配をもくろむ「ソラリアデビル」は、「西鉄バス軍団」を率いて「地下鉄軍団」や「岩田屋」と日々抗争を繰り返し、「我こそは天神の覇者である」と有頂天になっていた。そこへ「西鉄様」と称する人物が現れ、気絶させられてしまう。彼が気がついた時、そこは一面田畑が広がり、小さな電車が細々と走る昭和初期の天神であった……。
上演場所を西鉄ホールに移して以来、最新エピソードを付け加えながらほぼ毎年上演されている劇団の看板演目。過去にタイムスリップしてしまった主人公の目を通して天神の発展にいたる苦難の歴史が描かれる。劇団の強い希望により、福岡大空襲祈念日である6月19日の前後に公演されることが多かったが、2008年11月に、劇団初の一ヶ月ロングラン公演の演目に選ばれた。
- ひよこ侍シリーズ

時は平成世は幕末、筑豊菓子のリーダーである「ひよこ侍」は、今日も平和を守るべく「東京菓子」との戦いに臨むのであった……。
劇団初の時代劇作品。スピーディーな殺陣や勧善懲悪のストーリー展開など、随所に名作時代劇や大衆演劇の要素が取り入れられている。劇団の演目のなかでコント色が強い。
2004年11月の嘉穂劇場復活公演がDVD化された。
- 翼をくださいっ!

1998年、「大手航空会社の半額運賃」で航空業界にたった一機で参入したスカイマークエアラインズ。ところが新規参入ゆえに様々な苦難を強いられる。そんなある日、「福岡空港さん」の策略によって、雁ノ巣に追い出されてしまう。そこで彼が見たものは、ボロボロに朽ち果てた飛行機の格納庫だった……。
空港や「大手航空会社」の思惑渦巻く航空業界で新規航空会社が様々な困難に直面しながら、一人前の会社へと成長していく姿を業界のエピソード等を織り交ぜながら描いてゆく業界シリーズの代表作。大塚ムネトの綿密な業界への取材を元に描かれるその内容は、「かぶりもの」劇団であることを忘れるほどのリアリティーがある。

## おもなキャラクター
- 西鉄やくざバス軍団
西鉄バスを模したキャラクターで、劇団一の人気者。劇団のシンボルマークにもなっている。「ソラリアデビル」の部下であり、団長を中心に集団で行動、その動きは傍若無人である。公演前に客席に現れ、観客を天神を走るタクシーや車に見立てて、衝突したり、割り込みを行いながらも、観客との記念撮影の要望に応える優しい一面もある。2004年以降、「博多どんたく」において、西鉄社員が劇団員と一緒にバス軍団の「かぶりもの」をしてパレードをするのが恒例となっている。「西鉄バスは、バス保有台数日本一」であることを自慢するが、「ソラリアデビル」には頭が上がらない。
- ひよこ侍
福岡県飯塚市生まれの菓子「ひよ子」を模したキャラクター。「筑豊菓子」のリーダー的存在で仲間のピンチに現れ、鮮やかな殺陣で危機を救う。普段は、羽織、袴姿であるが演目によってはカウボーイ姿で登場するときもある。チャームポイントは、「つぶらな瞳」。「東京ひよ子」を意識するあまり「『ひよ子』は、筑豊生まれのお菓子」であることを力説する。多少おせっかいなところもあるが、義理と人情に厚い男。頭から食べても尻尾から食べてもよいが、中身だけ食べて皮を残すことを許さない。
- ソラリアデビル
ソラリア西鉄ビルを模したキャラクター。かつては、「天神の覇者」を自認し、「西鉄バス軍団」を配下に天神の支配をもくろんでいた。天神の覇権をめぐりたびたび地下鉄軍団らと衝突を繰り返していたが、昭和初期の天神にタイムスリップ、街発展にいたる苦難の歴史を体験し改心、力をあわせ天神の発展に力をつくす。美女に弱い。
- スカイマークさん
スカイマークエアラインズ（現スカイマーク）の飛行機を模したキャラクター。たった1機で新規参入したゆえに様々な困難に直面するも、持ち前の明るさで乗り越え、後にグループのリーダーへと成長を遂げる。「新規参入はつらいなぁー」が口癖。少しおっちょこちょいなところもあるが、仲間思いのやさしい性格の持ち主。

## 劇団員

### オリジナル団員
- 大塚ムネト
- 松清貴樹
- 立石義江
- 杉山英美
- 上田裕子
- 石丸明裕
- 新田玄

### 客演団員
- 古賀今日子
- 中村卓二
- 坂口裕介
- 林雄大
- 中島荘太

## メディア

### テレビ番組
- 青春トライ'97（1997年、朝日放送）（大塚ムネト） - 倉沢彦右衛門嘉成 役
- 青春トライ'98（1998年、朝日放送）（大塚ムネト） - 倉沢彦右衛門 役
- Beポンキッキ（BSフジ） 2008年〜2010年レギュラー（大塚ムネト）、コーナードラマ『すすめ!ひかり侍』出演

### ラジオ
- 福岡天神モノ語り…NHK-FM 「FMシアター」2004年

### CM
- うまかっちゃん（ハウス食品）…2008年から。大塚ら5人が「とんこつ戦隊」に扮する。
- ぷよぷよ7（セガ）…2009年。
- 地デジ侍 テレビ維新の巻（NHK福岡・北九州合同）…2009年末〜2011年7月24日。アナログテレビジョン放送の完全終了を啓発するために作られ、ナレーションに元職の加賀美幸子を起用するなど、まるでNHKの全国向けCMかと思わせる内容になっている。ちなみに主宰の大塚は、『トンコツTV』に“ラーメン屋の大将”として出演している。NHKのデジタル放送サイトで他県のCMとともに視聴可能。

### 雑誌
- ギンギラ新聞…西日本鉄道情報誌 「Com-paS」 内連載。

### 映画
- ギンギラ太陽's はじめてモノ語り ボーン・トゥ・ラン 〜夢の超特急〜

2011年9月23日公開。『BORN TO RUN』を45分に再構成して劇場公開。
キャスト
大塚ムネト、立石義江、杉山英美、上田裕子、中村卓二、古賀今日子、中島荘太、石丸明裕、林雄大、久保川友佑、長元流生、山内祐奈、力石奈波
スタッフ
- - 監督・脚本 - 大塚ムネト
  - かぶりモノ造型 - 大塚ムネト、中島荘太
  - 舞台監督 - 松本幸一

## 受賞歴
- 2005年 - 第42回ギャラクシー賞ラジオ部門優秀賞 (NPO放送批評懇談会)…FMシアター「福岡天神モノ語り」（NHK　2004年6月5日放送）
- 2007年 - 平成19年度第15回福岡県文化賞奨励部門